# ماركوس شارما
ماركوس شارما (بالإنجليزية: Monty Sharma) هو ملحن هندي، ولد في 17 أبريل 1970 في مومباي في الهند.

## وصلات خارجية
- ماركوس شارما على موقع IMDb (الإنجليزية)
- ماركوس شارما على موقع ميوزك برينز (الإنجليزية)
- ماركوس شارما على موقع ديسكوغز (الإنجليزية)
- ماركوس شارما على موقع قاعدة بيانات الفيلم (الإنجليزية)